# 川松鍵三
川松 鍵三（かわまつ けんぞう、1914年〈大正3年〉10月 - 没年不明）は、昭和時代前期の台湾総督府官僚、拓務官僚。

## 経歴
愛知県出身。第八高等学校を卒業。1939年（昭和14年）10月、高等試験行政科試験に合格。1940年（昭和15年）3月東京帝国大学法学部法律学科を卒業し、同年台湾総督府殖産局兼拓務省殖産局勤務となる。ついで、総督府官房審議室に転じ、1941年（昭和16年）6月、地方理事官に進み、高雄州恒春郡守に就任し、1942年（昭和17年）8月、台南州教育課長に転じた。
戦後は、愛知県文書課長、愛知労働基準局労災補償課長、徳島県経済部長、同県商工水産部長、東京事務所長、兵庫労働基準局次長、奈良労働基準局長、大阪労働基準局次長、公共企業体等労働委員会事務局名古屋支局長を歴任した。